# Paralamyctes weberi
Paralamyctes weberi är en mångfotingart som beskrevs av Filippo Silvestri 1904. Paralamyctes weberi ingår i släktet Paralamyctes och familjen fåögonkrypare. Inga underarter finns listade i Catalogue of Life.